# Jim Post
Jim Post (eigentlich Jimmie David Post; * 28. Oktober 1939 in Houston, Texas; † 14. September 2022 in Dubuque, Iowa) war ein US-amerikanischer Folksänger, Singer-Songwriter, Autor und Schauspieler.

## Leben
Post wuchs als Sohn eines Hafenarbeiters und einer Hausfrau auf einer Farm etwa 30 km außerhalb von Houston auf. Seine musikalische Laufbahn begann Mitte der 1960er Jahre als Mitglied der Folk-Pop-Band The Rum Runners. Mit seiner Frau Cathy bildete er die Band Friend and Lover, die 1968 großen Erfolg mit dem Song Reach out of the Darkness hatte, der sich 14 Wochen in den Billboard Hot 100 hielt und dort bis zum 10. Platz aufstieg. 1971 produzierte Post das Album Gathering at the Earl of Old Town, an dem u. a. Steve Goodman, Fred Holstein und Ginni Clemens mitwirkten. Er selbst nahm mehr als 20 CDs auf.
1986 schrieb er sein erstes Stück Galena Rose: How Whiskey Won the West, in dem er selbst um die 1500-mal (u. a. auch bei der Smithsonian Institution) auftrat. Als „singender Mark Twain“ wurde er in Mark Twain's Adventures Out West und Mark Twain and the Laughing River bekannt. Mit seiner zweiten Frau Janet schrieb Post mehrere Kinderbücher, zudem wirkte er auch an einem musikalischen Lese-Programm für geistig behinderte Kinder mit.
Post starb im September 2022 im Alter von 82 Jahren in einem Hospiz an den Folgen einer Herzinsuffizienz.